# István Szűcs
István Szűcs (Debrecen, 3 mei 1985) is een Hongaars betaald voetballer die bij voorkeur in de verdediging speelt. Hij debuteerde in 2007 op het hoogste niveau in het shirt van Debreceni VSC. 

## Carrière
- 2007- .. : Debreceni VSC